# Asirskata
Asirskata (Pica asirensis) är en starkt utrotningshotad tätting i familjen kråkfåglar som enbart förekommer isolerat i ett litet bergsområde i Saudiarabien. Fram tills nyligen betraktades den som underart till skatan men urskiljs numera som egen art.

## Utseende
Asirskatan är mycket lik skata (Pica pica) men skiljer sig morfologiskt genom kraftigare näbb och kortare stjärt. Den är vidare svartaktig snarare än blåglänsande på vingar och blågrönglänsande på stjärten. Det svarta på kroppen har även en brun ton, den vita fläcken på buken är mindre och går mot beige och vingtäckarna har mer begränsat vitt. Lätena verkar skilja sig kraftigt.

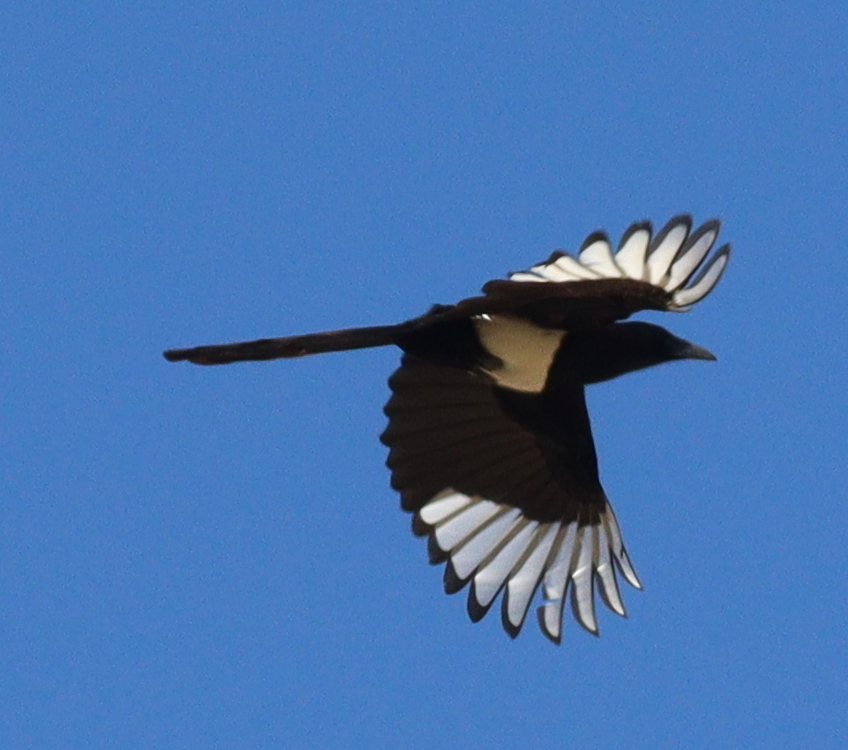

## Utbredning och systematik
Asirskatan förekommer endast som stannfågel i Asirbergen i Saudiarabien på sydvästra Arabiska halvön. Tidigare behandlades den som underart till skatan (Pica pica) och vissa gör det fortfarande. Den urskiljs dock numera oftast som egen art på grund av sin mycket isolerade utbredning samt något avvikande utseende och läten. Även DNA-studier visar att den är distinkt, närmast släkt med även nyligen urskilda svartgumpad skata (P. bottanensis) och tillsammans systergrupp till ett komplex bestående av skata, men även bland annat de amerikanska arterna amerikansk skata (P. hudsonia) och gulnäbbad skata (P. nuttalli).

## Levnadssätt
Arten förekommer i enskogar i välbevuxna dalar på mellan 1.850 och 3.000 meters höjd. Den är liksom andra skator allätare, men den exakta födan är dåligt känd. Den lägger ägg i början av februari och bon med ungar har observerats mellan början av mars och mitten av juni.

## Status och hot
Asirskatan är mycket fåtalig och har ett kraftigt begränsat utbredningsområde. Populationen antas dessutom minska till följd av habitatförstörelse och turism. Klimatförändringar tros också leda till torrare och varmare väder, vilket skulle påverka beståndet negativt. Internationella naturvårdsunionen IUCN kategoriserar därför arten som starkt hotad. 2015 uppskattades beståndet till 135 par eller färre. Senare uppskattning visar dock att den siffran troligen är överskattad. Istället utgörs världspopulationen av endast ungefär 100 par.